# مایک ورنر
مایک ورنر (انگلیسی: Mike Werner؛ زادهٔ ۱۳ فوریهٔ ۱۹۷۱) بازیکن فوتبال اهل آلمان است.
از باشگاه‌هایی که در آن بازی کرده‌است می‌توان به باشگاه فوتبال اف‌سی فرانکفورت و باشگاه فوتبال هانزا روستوک اشاره کرد.